# Gátova
Gátova, en castillan et officiellement (Gàtova en valencien), est une commune d'Espagne de la province de Valence dans la Communauté valencienne. Elle est située dans la comarque du Camp de Túria et dans la zone à prédominance linguistique castillane.

## Géographie

Localisation de Gátova
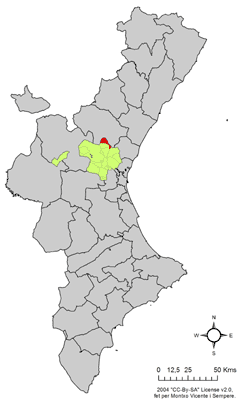
dans la Communauté valencienne.
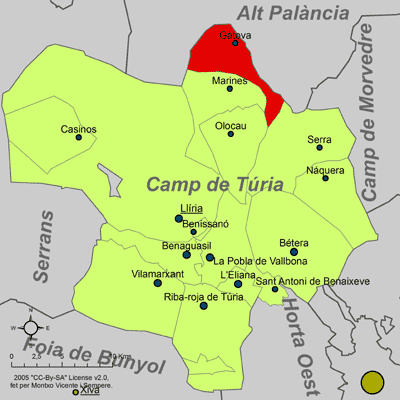
dans la comarque du Camp de Túria.

### Localités limitrophes
Le territoire communal de Gátova est voisin de celui des communes suivantes :
Altura, Segorbe, Marines, Serra, Olocau, toutes situées dans la province de Valence.

## Démographie
| 1900  | 1910  | 1920  | 1930  | 1940  | 1950  | 1960 | 1970 | 1981 | 1991 | 2000 | 2005 |
| ----- | ----- | ----- | ----- | ----- | ----- | ---- | ---- | ---- | ---- | ---- | ---- |
| 1.265 | 1.323 | 1.286 | 1.308 | 1.210 | 1.213 | 972  | 829  | 635  | 468  | 500  | 451  |

## Administration
Liste des maires, depuis les premières élections démocratiques.
| Législature | Nom du Maire          | Parti politique |
| ----------- | --------------------- | --------------- |
| 1979-1983   |                       |                 |
| 1983-1987   |                       |                 |
| 1987-1991   | Leopoldo Romero Llima | AVPA            |
| 1991-1995   | Leopoldo Romero Llima | PSPV-PSOE       |
| 1995-1999   | Leopoldo Romero Llima | PSPV-PSOE       |
| 1999-2003   | Leopoldo Romero Llima | PSPV-PSOE       |
| 2003-2007   | Leopoldo Romero Llima | PSPV-PSOE       |
| 2007-2011   | Leopoldo Romero Llima | PSPV-PSOE       |

### Sources
- (es) Cet article est partiellement ou en totalité issu de l’article de Wikipédia en espagnol intitulé « Gátova » (voir la liste des auteurs).
- (es) Varaciones de los municipios de España desde 1842, Ministerio de administraciones públicas, octobre 2008, 364 p. (lire en ligne) [PDF]